# Çongar (Sivas)
Çongar is een dorp in het district Sivas Merkez ('Sivas Centrum') in de provincie Sivas in Turkije. Het dorp ligt 63 kilometer van de stad Sivas.
In het dorp staat een uit 1877 daterende moskee die behoort tot het cultureel erfgoed. Door achterstallig onderhoud is het dak echter ingestort. De moskee was tot 2010 nog in gebruik.

## Bevolking
| Jaar | Bevolking van het dorp |
| ---- | ---------------------- |
| 2020 | 281                    |
| 2019 | 290                    |
| 2018 | 287                    |
| 2017 | 290                    |
| 2016 | 291                    |
| 2015 | 307                    |
| 2014 | 310                    |
| 2013 | 313                    |
| 2012 | 346                    |
| 2011 | 367                    |
| 2010 | 389                    |
| 2009 | 398                    |
| 2008 | 406                    |
| 2007 | 406                    |